# Tom Hay
Thomas Hay (tháng 7 năm 1858 – 10 tháng 1 năm 1940) là một cầu thủ bóng đá người Anh từng thi đấu ở vị trí thủ môn. He sinh ra ở Staveley, Derbyshire. Ông từng thi đấu tại Football League cho Accrington và Burton Swifts, và cũng thi đấu cho Staveley, Bolton Wanderers, Great Lever, Halliwell, Burslem và Newton Heath LYR.